# 3.ª Flotilla U-boat
La tercera flotilla de submarinos alemana (en alemán 3. Unterseebootsflottille ), también conocida como la Lohs Flotilla, fue la tercera unidad operativa de submarinos en la Kriegsmarine de la Alemania nazi. Fundado el 4 de octubre de 1937 bajo el mando del Kapitänleutnant Hans Eckermann,  fue nombrado en honor al Oberleutnant zur See Johannes Lohs. Lohs fue comandante de un submarino durante la Primera Guerra Mundial, murió el 14 de agosto de 1918 después de que su submarino UB-57 fuera hundido por una mina marina.
La flotilla, bajo el nombre de "Lohs Flotilla", fue fundada en Kiel en junio de 1937 y existió hasta diciembre de 1939. La flotilla fue refundada como "Tercera Flotilla" en marzo de 1941 con su base en Kiel. En octubre de 1941 la flotilla se trasladó a La Pallice, La Rochelle en Francia. En agosto de 1944, los últimos submarinos partieron de la base hacia Noruega y para que finalmente la flotilla se disolviera en octubre de 1944.

## Comandantes de flotilla
| Duración                            | Rango            | Comandante            |
| ----------------------------------- | ---------------- | --------------------- |
| octubre de 1937 - diciembre de 1939 | Teniente capitán | Hans Eckerman         |
| marzo de 1941 - julio de 1941       | Korvettenkapitan | Hans-Rudolf Rösing    |
| julio de 1941 - marzo de 1942       | Teniente capitán | Herbert Schultze      |
| marzo de 1942 - junio de 1942       | Teniente capitán | Heinz von Reiche i. V |
| junio de 1942 - octubre de 1944     | Korvettenkapitan | Robert Richard Zapp   |

## Submarinos de la flotilla
| U-8   | U-10  | U-12  | U-14  | U-16  | U-18  | U-20  |
| U-22  | U-24  | U-82  | U-85  | U-132 | U-134 | U-138 |
| U-141 | U-143 | U-146 | U-147 | U-205 | U-206 | U-212 |
| U-231 | U-241 | U-242 | U-245 | U-246 | U-257 | U-258 |
| U-259 | U-262 | U-275 | U-280 | U-289 | U-332 | U-333 |
| U-334 | U-341 | U-343 | U-344 | U-352 | U-373 | U-375 |
| U-376 | U-378 | U-384 | U-391 | U-398 | U-402 | U-423 |
| U-431 | U-432 | U-433 | U-444 | U-451 | U-452 | U-458 |
| U-466 | U-468 | U-469 | U-476 | U-478 | U-483 | U-484 |
| U-553 | U-567 | U-568 | U-569 | U-570 | U-571 | U-572 |
| U-573 | U-596 | U-600 | U-611 | U-613 | U-615 | U-619 |
| U-620 | U-625 | U-630 | U-635 | U-645 | U-652 | U-657 |
| U-661 | U-671 | U-677 | U-701 | U-706 | U-712 | U-719 |
| U-734 | U-752 | U-753 | U-760 | U-763 | U-952 | U-953 |
| U-957 | U-960 | U-970 | U-971 | U-975 | U-978 | U-992 |
| U-993 | UD-1  | UD-3  | UD-4  |       |       |       |